# 毛淡棉縣
毛淡棉縣為緬甸孟邦轄下的縣，其區域面積為6,084.0平方公里，2014年人口1,232,221人。該縣下辖5個鎮區。毛淡棉為該縣之首府。

## 行政区划
毛淡棉縣下辖5鎮區：
- 毛淡棉镇区（Mawlamyine Township）
- 齋馬勞鎮區（Kyaikmaraw Township）
- 羌宋镇区（Chaungzon Township）
- 丹彪扎亞鎮區（Thanbyuzayat Township）
- 木冬镇区（Mudon Township）